# Перрони, Майте
Майте Перрони (исп. Maite Perroni; полное имя — Майте Перрони Беорьеги (англ. Maite Perroni Beoriegui), род. 9 марта 1983, Мехико, Мексика) — мексиканская актриса, певица, композитор и продюсер.

## Ранние годы
Майте Перрони родилась в семье Хавьера Перрони и Майте Беорьеги. У Майте есть два младших брата Адольфо и Франсиско. Когда Майте было одиннадцать месяцев семья переехала в Гвадалахару, где она и выросла.  Когда ей было 12 лет семья Майте вернулась в Мехико.

## Карьера
Майте начала свою карьеру на телевидении, снявшись в молодёжном мексиканском телесериале «Мятежники» (2004-06) в роли Лупиты, которая принесла ей мировую известность и, впоследствии, главные роли в таких сериалах, как "Осторожно с ангелом" (2008), «Мой грех» (2009), «Триумф любви» (2010-11) и «Кошка» (2014). Затем Майте сыграла главные роли в телесериалах «Лучше умереть, чем быть как Личита» (2015) и «Супер папа» (2017), за которые получила премию TVyNovelas как лучшая актриса. Также Майте снялась в комедии «Игра ключей» (2019) и триллере «Тёмное желание» (2020).
Её музыкальная карьера началась (как и актёрская) с молодёжной теленовеллы «Мятежники», для которой была создана группа «RBD» (2004-2009). Группа продала более 65 млн копий, получила множество премий и номинаций, в том числе две номинации на «Грэмми». Дебютный сольный альбом «Лунное затмение» (2013) стал вторым в рейтинге Billboard Latin Pop Albums, а сингл Tu y Yo попал в топ-20 Latin Pop Songs.

## Личная жизнь
С 2013 года встречалась с музыкантом и продюсером Коко Стамбуком они даже обручились 2019 годус которым она расталась в 2021 году.
В 2021 году Перрони начала встречаться с продюсером Андресом Товаром. Они объявили о помолвке в сентябре 2022 года и поженились 9 октября 2022 года. 6 января 2023 года Перрони объявила, что беременна их первым ребенком. Их дочь, Лия, родилась в мае того же года.

## Фильмография
| Год       | Название                                                      | Персонаж                     | Примечания              |
| --------- | ------------------------------------------------------------- | ---------------------------- | ----------------------- |
| 2004-2005 | Rebelde / Мятежники                                           | Гваделупе "Лупита" Фернандес | 3 сезона (главная роль) |
| 2007      | RBD: La Familia / RBD: Семья                                  | Май                          | главная роль (13 серий) |
| 2008-2009 | Cuidado con el ángel / Осторожно с ангелом                    | Мария де Хесус "Маричуй"     | главная роль            |
| 2009      | Mi pecado / Мой грех                                          | Лукресия Кордоба Педраса     | главная роль            |
| 2010      | Mujeres asesinas / Женщины убийцы                             | Эстела                       | Сезон 3, серия 4        |
| 2010-2011 | Triunfo del amor / Триумф любви                               | Мария Десампарада            | главная роль            |
| 2012      | Cachito de Cielo / Кусочек неба                               | Рената Ландерос              | главная роль            |
| 2014      | La Gata / Кошка                                               | Эсмеральда                   | главная роль            |
| 2015      | Antes muerta que Lichita / Лучше умереть, чем быть как Личита | Личита / Алисия              | главная роль            |